# Фолија (Грчка)
Фолија (грч. Φωλιά) је насељено место у  општини Кушница у периферији Источна Македонија и Тракија, Грчка. Према попису из 2021. године било је 422 становника.
Према бугарском географу и историчару, Василу Канчову, у Фолији је 1900. године живело 85 Грка. После 1923. године  насељене су грчке избегличке породице из Турске, укупно 137 особа, а нешто касније и каракачанске породице. На попису из 1940. године Фолија је имала 432 становника. Село се раније звало Чиста.